# El planeta de los muertos
El planeta de los muertos (Planet of the Dead) es el segundo de los especiales 2008-2010 de la serie británica de ciencia ficción Doctor Who, emitido originalmente el 11 de abril de 2009 como especial de Semana Santa. Fue el primer episodio de Doctor Who rodado en alta definición, y fue la historia número 200 de la serie (contando la serie clásica y Doctor Who: La película).

## Argumento
Una joven ladrona en busca de emociones fuertes, Lady Christina de Souza (Michelle Ryan), roba de un museo de Londres un cáliz de oro que perteneció al rey Athelstan, y escapa por poco de la policía entrando en un autobús. El Décimo Doctor (David Tennant), que está buscando un agujero de gusano, se sienta a su lado y, poco después, el autobús pasa a través del agujero y aparece en un planeta desértico llamado San Helios. El Doctor y los otros pasajeros descubren que el agujero aún está abierto, pero volver a pie es imposible después de que el conductor (Keith Parry) muera al intentar atravesarlo de vuelta. Los pasajeros deducen que el autobús les protegió como una caja Faraday. Al otro lado del portal, al ver aparecer el esqueleto quemado del conductor, la policía llama a UNIT, que envía una unidad comandada por la capitana Erisa Magambo (Norma Dumezweni), junto al asistente científico Malcolm Taylor (Lee Evans). El Doctor logra contactar con UNIT con su teléfono móvil y hace buenas migas con Malcolm, que le impresiona con su conocimiento de los agujeros negros.
El Doctor y Christina conocen rápidamente al resto de los pasajeros: Angela (Victoria Alcock), Barclay (Daniel Kaluuya), Nathan (David Ames), Lou (Reginald Tsiboie) y Carmen (Ellen Thomas); esta última posee ligeros poderes psíquicos. El Doctor y Christina deciden explorar el planeta, intuyendo que se acerca una tormenta, mientras Nathan y Barclay deciden intentar arreglar el autobús. El Doctor y Christina encuentran a una pareja de tritovoros, una especie con la apariencia de moscas antropomórficas que les llevan a su nave espacial rota.
Los tritovoros les explican que estaban haciendo un viaje rutinario de recogida de suministros en Sam Helios cuando se estrellaron, y también les dice que hasta hace muy poco el planeta tenía un ecosistema exuberante y cien mil millones de habitantes. A petición del Doctor, los tritovoros envían una sonda a investigar la nube que se aproxima y descubren un enorme enjambre de criaturas alienígenas metálicas similares a rayas que crean rutinariamente agujeros de gusano para viajar entre planetas, devorando sus ecoesferas y la vida en ellos. El Doctor sospecha que la Tierra es el siguiente objetivo del enjambre debido al agujero por el que pasaron antes, y decide que deben apresurarse en regresar a la Tierra. La capitana Magambo, que también ha adivinado que la Tierra está amenazada, ordena a Malcolm cerrar el agujero de gusano, pero este se niega a sacrificar al Doctor, incluso a punta de pistola.
Christina usa sus habilidades de ladrona para recoger un cristal que da energía a la nave, junto con el pedestal en que está localizado. Esto despierta a las rayas que habían provocado el accidente de la nave en primer término, lo que le cuesta la vida a los dos tritovoros. El Doctor, al regresar al autobús, usa el pedestal para conectarlo al vehículo, y usa el cáliz de Athelstan como interfaz para el dispositivo. Esto permite al autbous volar a través del agujero negro, con las rayas pisándoles los talones. Taylor cierra el agujero, pero no antes de que tres de las rayas se cuelen. Después de que UNIT las maten a cañonazos y los pasajeros hayan sido rescatados, Christina le ruega al Doctor que le deje acompañarle, pero el Doctor se niega porque no quiere perder otro acompañante.
Los personajes se separan otra vez. El Doctor recomienda que UNIT contrate a Barclay y Nathan. La policía arresta a Christina por el robo, y Carmen tiene una visión que escalofría visiblemente al Doctor:

Ten cuidado, porque tu canción se está acabando, señor. Está volviendo, vuelve a través de la oscuridad. Entonces, Doctor... entonces... llamará cuatro veces.
Carmen, El planeta de los muertos.

 Como acto final de amabilidad, el Doctor usa el destornillador sónico para liberar a Christina de las esposas, permitiéndola escapar. Los dos se despiden como amigos cuando ella se marcha volando en el autobús y el Doctor se marcha en la TARDIS.

## Producción

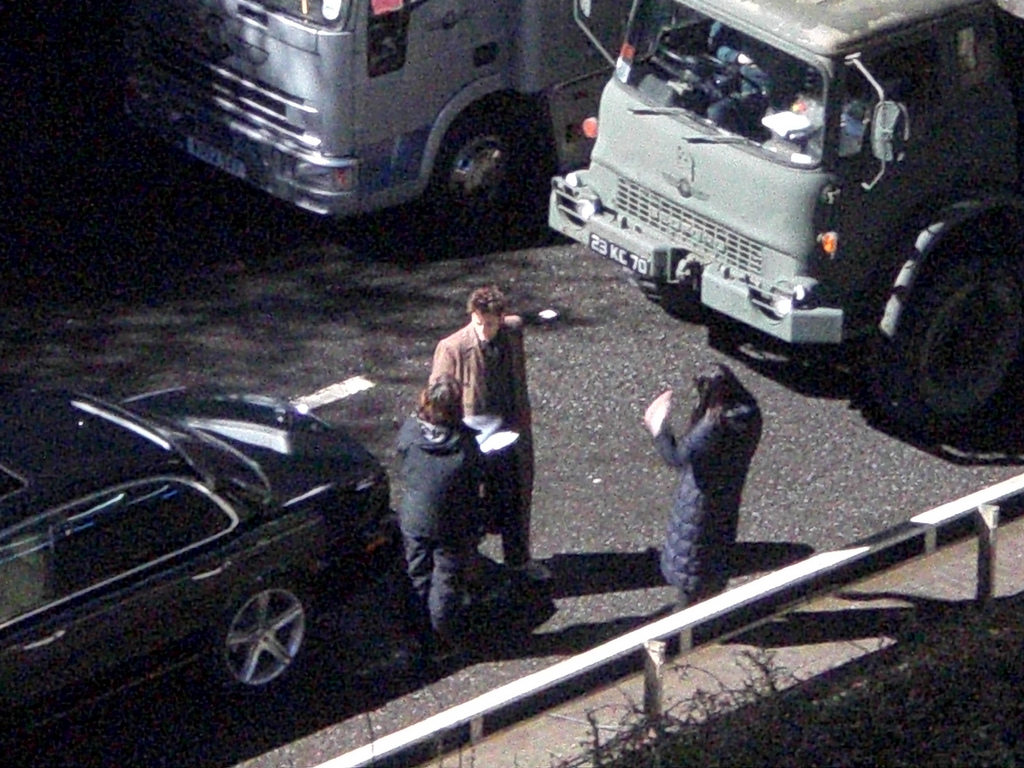
Ryan y Tennant repasando el guion antes de rodar en Butetown en el Queen's Gate Tunnel el 28 de enero de 2009.

Russell T Davies coescribió el episodio junto con Gareth Roberts, siendo el primer guion escrito entre dos autores desde el regreso de la serie en 2005. El planeta de los muertos fue un cambio respecto a las historias que Roberts había escrito anteriormente, que solo eran historias pseudohistóricas, y en su lugar se concentró en ciencia ficción pura con elementos de su carrera literaria y su imaginación de adolescente. También incluye una característica común de los guiones de Davies en los que no hay un antagonista claro: los tritovoros son amigos de los protagonistas, y las rayas solo siguen su instinto biológico. A diferencia de los especiales de Navidad, el tema de la Pascua no se enfatizó en esta historia. Solo apareció una "mención de pasada" en lugar de "conejos robóticos con cestas llenas de bombas en forma de huevos de Pascua".

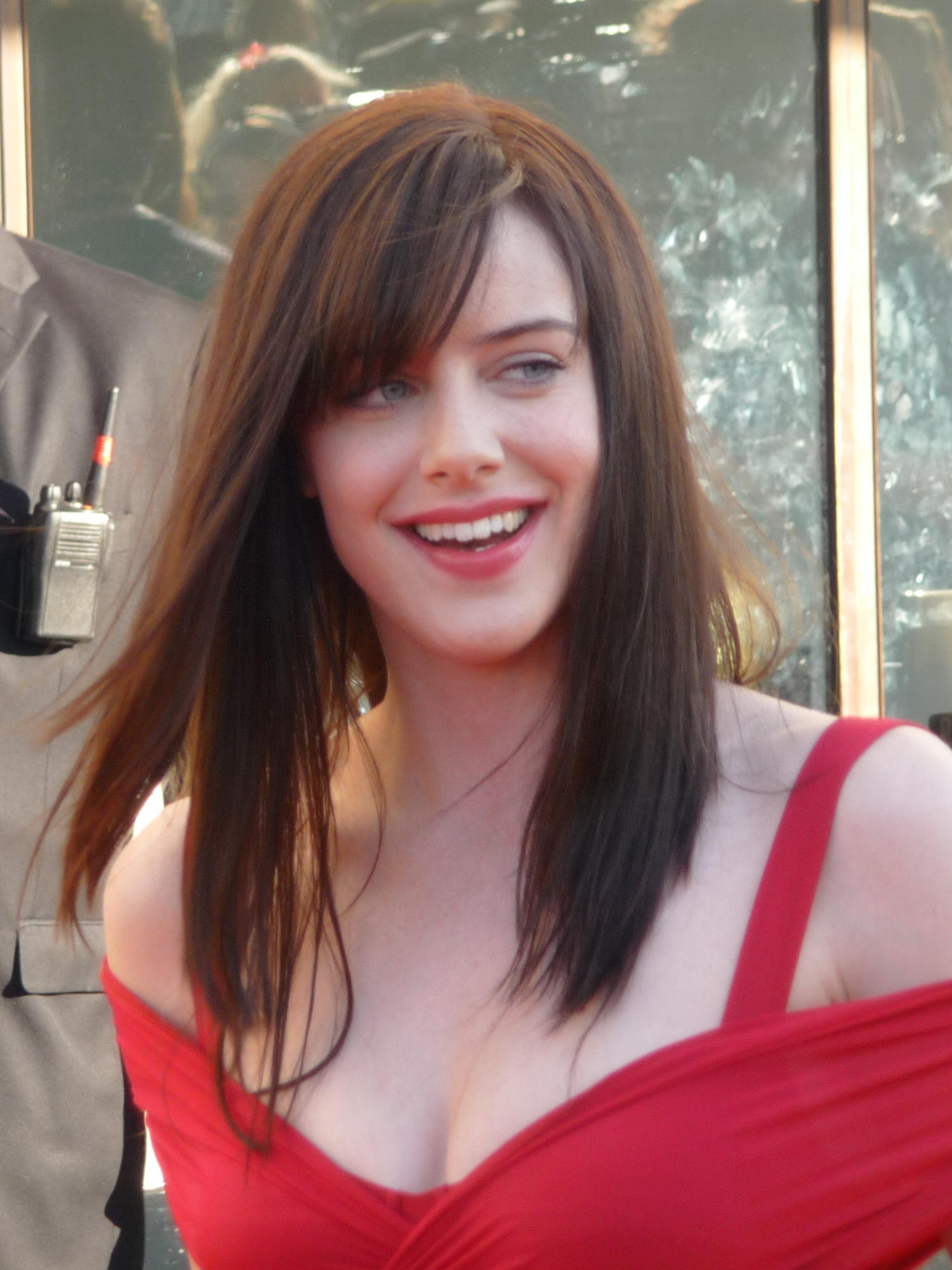
Michelle Ryan, intérprete de Lady Christina de Souza

La elección de Michelle Ryan como Lady Christina atrajo la atención de los medios por los recientes trabajos de éxito que había hecho en EastEnders, Jekyll, La mujer biónica y Merlín. Ryan dijo que ella era "una gran fan de Doctor Who y que estaba muy emocionada de unirse a David Tennant y al equipo de la serie". Davies comentó que "Michelle es una de las actrices jóvenes más reclamadas en el país" y que estaban "encantados de anunciar que se uniría al equipo". Ryan describió su elección como un "auténtico honor", diciendo que le "encanta el personaje".

### 200.ª historia
Planet of the Dead fue anunciada como la 200.ª historia de Doctor Who. Russell T Davies admitió que la designación era arbitraria y debatible dependiendo de cómo contaban los fanes el serial inconcluso Shada, el macroserial The Trial of a Time Lord y el final de la tercera temporada Utopía, El sonido de los tambores y El último de los Señores del Tiempo. Personalmente, Davies no estaba de acuerdo en contar The Trial of a Time Lord como un serial, diciendo que a él "le parecían cuatro historias", ni tampoco con agrupar Utopía con los otros dos episodios, pero concedió que eso solo era una opinión que no era más importante que otras. Gareth Roberts insertó una referencia al hito, poniéndole al autobús el número 200, y Davies escribió al equipo de publicidad del programa para que anunciaran el especial de esa forma. Tom Spilsbury de Doctor Who Magazine mencionó esta controversia en el número 407 de la revista, donde se incluyó una encuesta sobre las 200 historias.

## Emisión y recepción
Las mediciones nocturnas de audiencia fueron de 8,41 millones de espectadores y un 39,6% de share. Otras 184.000 personas vieron el programa en BBC HD, la mayor audiencia del canal hasta entonces. Tuvo una puntuación de apreciación de 88, considerada excelente. Así, el especial fue el segundo programa más visto del día, derrotado solo por el estreno de la nueva temporada de Britain's Got Talent. Las audiencias definitivas fueron de 9,54 millones de espectadores en BBC One y 200.000 espectadores en BBC HD, siendo el quinto programa más visto de la semana y el programa más visto de BBC HD hasta la fecha.
El episodio recibió críticas mezcladas. Simon Brew, de Den of Geek dijoque el episodio era "a ratos ambicioso y a ratos predecible", pero "aun así divertido". La primera parte de su crítica mencionó una objeción de su mujer de que el autobús atrapado en la arena "parecía realmente falso", a pesar de que el episodio se rodó de verdad en Dubái, y después mencionó la apreciación de Brew de la idea de gente perdida en el desierto, y concluyó que eso "no estaba mal". Brew reaccionó positivamente a la interpretación de Michelle Ryan, diciéndola que era pareja a la de La mujer biónica, y también le gustó Lee Evans como Malcolm Taylor, calificándole como el punto alto del episodio por sus diálogos. Cerró la crítica diciendo que "El planeta de los muertos es lo suficientemente pasable": pensó que "nunca le hizo vibrar", pero pensó que en conjunto era entretenida, y estaba ansioso por ver los siguientes tres especiales y el resultado de la profecía de Carmen.
A Charlie Jane Anders de io9 " en su mayoría le gustó El planeta de los muertos, comentando que era un guion estándar de Russell T Davies:

El planeta de los muertos es básicamente todo lo que se puede esperar de Russell T Davies: aventuras locas, personajes un poco de dibujo animago, diálogos inteligentes, momentos de pura diversión tonta, una solemnidad infantil, una salvación milagrosa, música rimbombante, y una mujer que destaca como la persona más especial de la historia. No hacía ningún daño que tuviera todos los elementos de una buenísima historia: El Doctor y sus amigos atrapados en un planeta alienígena, en la otra punta del universo, sin medios para volver a casa. Criaturas alienígenas que parecen hostiles. Un enjambre mortal que se acerca para destrozar a nuestros héroes. Y al otro lado del agujero de gusano UNIT, intentando pensar en algo contra esta casi inimaginable amenaza.

Lo comparó con dos episodios anteriores, El planeta imposible y Medianoche, que también le gustaron. Criticó tres aspectos del episodio: Lady Christina, que fue la "primera heroína de Russell T Davies que de verdad le pareció repulsiva", hasta el punto de desear que el personaje muriera en pantalla, la resistencia de Malcolm a cerrar el agujero de gusano, y la inverosimilitud de que solo tres rayas se colaran por él. Pensó que el episodio fue "una aventura bastante sólida con un buen grupo de monstruos".
Ben Rawson-Jones de Digital Spy le dio al episodio 2 estrellas sobre 5. Caracterizó el episodio como "tan hueco como un gran huevo de Pascua de chocolate", porque "le faltaba el drama enganchante y la caracterización irresistible que había sido la seña de la era de Russell T Davies". Su principal crítica fue hacia el personaje de Ryan, describiendo la tensión romántica entre Christina y el Doctor como "forzada" y diciendo que Ryan era "bastante inconvincente" como Christina. Por el contrario, apreció la dirección de Strong y la subtrama de UNIT. Específicamente, aprobó la interpretación de Evans, notando que "el hecho de que Malcolm nombre una unidad de medida con su propio nombre es al mismo tiempo inspirador e hilarante". Su crítica terminó describiendo el episodio como "sin vida durante gran parte de la hora" y expresando su esperanza de que la ambigua entidad de la premonición de Carmen "se diera prisa".
Orlando Parfitt de IGN le dio al episodio un 7,1 sobre 10. Parfitt lo llamó una "historia sencilla" que no llegaba al nivel de emoción habitual en Doctor Who, hasta el clímax del episodio, describiendo la mayor parte del episodio como "Tennant y Ryan de pie en el desierto, compartiendo flirteos y proclamando lo horrible que era su situación", y criticó el guion de la parte del episodio en que el autobús estaba en San Helios, diciendo que elementos de la trama como los tritóvoros o Taylor a punta de pistola con la orden de cerrar el agujero "se notaban forzados y metidos con calzador en el guion". Su alabanza del episodio fue para Ryan y Evans: aunque pensó que Christina era "una copia barata de Lara Croft", dijo que el personaje "aun así proporcionaba un contrapunto sexy e inteligente para el Doctor"; y la interpretación de Evans junto a Dumezweni resaltaba su "innegable bis cómica", en oposición a su stand-up comedy que "o te encantaba o la odiabas". El último párrafo se enfocó en el clímax, que pensó que era "gracioso que salvara por los pelos el resto de la trama naufragando", y describió el episodio como "suficientemente lleno de momentos divertidos" para entretener a los fanes antes de la emisión de Las aguas de Marte.
Planet of the Dead fue nominada al premio Hugo a la mejor presentación dramática en forma corta, pero perdió contra Las aguas de Marte.